# Tim Schenken
Timothy "Tim" Schenken, född 26 september 1943 i Gordon i New South Wales, är en australisk racerförare.

## Racingkarriär
Schenken började tävla i racing i Templestowe Hill Climb i utkanterna av Melbourne. Han lyckades sedan komma över en ensitsig Lotus 18 i vilken han började vinna såväl lopp som mästerskapstitlar. 1965 flyttade han till England och började köra Formel Ford och senare i det brittiska F3-mästerskapet och 1968 vann han de brittiska mästerskapen i båda de klasserna. Något år senare fick han det telefonsamtal som han hade väntat på. Det var Frank Williams som erbjöd honom en förarplats i sitt stall och Schenken fick göra formel 1-debut under andra halvan av säsongen 1970. Säsongen 1971 flyttade han till Brabham där han blev stallkamrat med exvärldsmästaren Graham Hill. Den säsongen kom han trea i Österrike, vilket blev hans enda pallplats i F1. 
Schenken tävlade samtidigt i formel 2 för Ron Dennis Rondel Racing och slutade fyra i mästerskapsserien vilket ledde till att han fick chansen att köra sportvagnsracing för Ferrari 1972. Samtidigt bytte han stall till Surtees, eftersom han var orolig för att Brabhams nye ägare Bernie Ecclestone inte skulle lyckas leda stallet. Schenken gjorde ingen succé i F1 men vann ett par sportvagnslopp i Ferrari tillsammans med Ronnie Peterson. Säsongen därpå chansade Schenken och skrev kontrakt med Rondel Racings planerade formel 1-stall. Det startades dock aldrig, vilket slutade med att han i stället fick köra ett lopp för Williams i Kanada 1973. Säsongen 1974 körde han för Trojan men avslutade sin F1-karriär med att starta inofficiellt för Lotus i USA 1974.
1974 startade Schenken tillsammans med sin tidigare stallkamrat Howden Ganley Tiga Race Cars som tillverkade formelbilar för bland annat Formel Ford, Formel Atlantic och CanAm. Schenken fortsatte dock tävla i sportvagnar och standardvagnar och körde bland annat i ETCC för Jaguar 1977. 
1984 sålde Schenken sina aktier i företaget och flyttade tillbaka till Australien, där han numera bland annat är tävlingschef för V8 Supercar och funktionär vid Surfers Paradise och Australiens Grand Prix.

## F1-karriär
| Säsong | Stall/Tillverkare            | Poäng | Placering |
| ------ | ---------------------------- | ----- | --------- |
| 1970   | Williams (De Tomaso-Ford)    | 0     | –         |
| 1971   | Brabham-Ford                 | 5     | 14        |
| 1972   | Surtees-Ford                 | 2     | 19        |
| 1973   | Williams (Iso Marlboro-Ford) | 0     | –         |
| 1974   | Trojan-Ford Lotus-Ford       | 0     | –         |

| 1. Österrike 1971 | 1. USA 1974 |